# Malá Černoc
Malá Černoc (německy Kleintschernitz) je vesnice v okrese Louny, dnes jedna ze šesti částí města Blšany. V roce 2011 zde trvale žilo 124 obyvatel.

## Poloha
Vesnice, obklopená poli a chmelnicemi, je od Blšan vzdálena zhruba 6 km východním směrem, rozkládá se v mírně svažité poloze po levé straně údolí Černockého potoka nad místen, kde do něj zleva ústí menší potok Vlkovský. Osu vsi představuje silnice, směřující do Vlkova, vzdáleného vzdušnou čarou asi 2,5 km jihovýchodně. Údolím Černockého potoka vede z Malé Černoce silnice buď západním směrem do Soběchleb nebo na východ do Velké Černoce, obou taktéž v odlehlosti přibližně 2,5 km.

## Historie
První písemná zmínka o vsi (in Minori Czernocz) pochází z roku 1384. Jak patrno, již v této době se přívlastkem odlišovala Malá Černoc od sousední Velké Černoce. Tyto názvy jsou nejspíše odvozeny od staročeského osobního jména Črnota.

## Obyvatelstvo
Při sčítání lidu v roce 1921 zde žilo 697 obyvatel (z toho 334 mužů), z nichž bylo osmnáct Čechoslováků, 675 Němců a čtyři cizinci. Až na pět evangelíků a devět židů se hlásili k římskokatolické církvi. Podle sčítání lidu z roku 1930 měla vesnice 719 obyvatel: 63 Čechoslováků, 652 Němců, jednoho příslušníka jiné národnosti a tři cizince. Stále výrazně převažovala římskokatolická většina, ale žilo zde také osm evangelíků, dva židé a jeden člověk bez vyznání.
|           | 1869 | 1880 | 1890 | 1900 | 1910 | 1921 | 1930 | 1950 | 1961 | 1970 | 1980 | 1991 | 2001 | 2011 |
| --------- | ---- | ---- | ---- | ---- | ---- | ---- | ---- | ---- | ---- | ---- | ---- | ---- | ---- | ---- |
| Obyvatelé | 464  | 576  | 618  | 665  | 715  | 697  | 719  | 245  | 283  | 255  | 178  | 106  | 115  | 124  |
| Domy      | 59   | 69   | 89   | 103  | 113  | 123  | 151  | 123  | 75   | 69   | 55   | 63   | 63   | 66   |

## Pamětihodnosti
- Kaple svatého Antonína Paduánského na návsi, obdélná pozdně barokní stavba z roku 1790. Zřízena na paměť mimořádného krupobití, které 13. června předešlého roku zničilo úrodu v celém okolí.
- Uprostřed vsi pod dvěma rozložitými vrbami vyvěrá pramen se slabě železitou příchutí. Tento pramen patří k nejvydatnějším v okolí.
- Kamenný smírčí kříž na soukromé zahradě ve vsi. Původně stával na louce za potokem, na nynější místo přestěhován kvůli obavám ze zničení či odcizení.

## Galerie

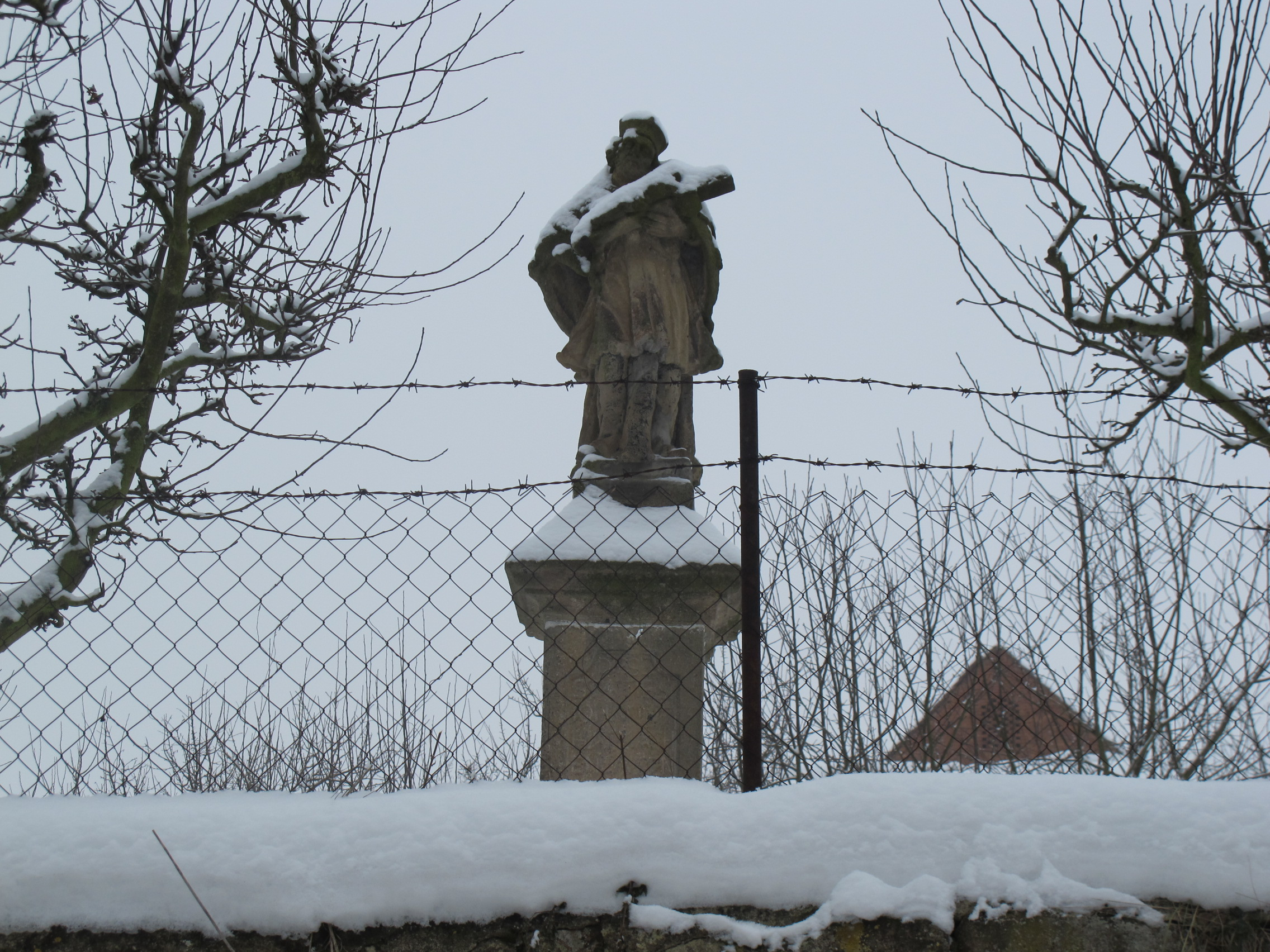
Plastika sv. Jana Nepomuckého
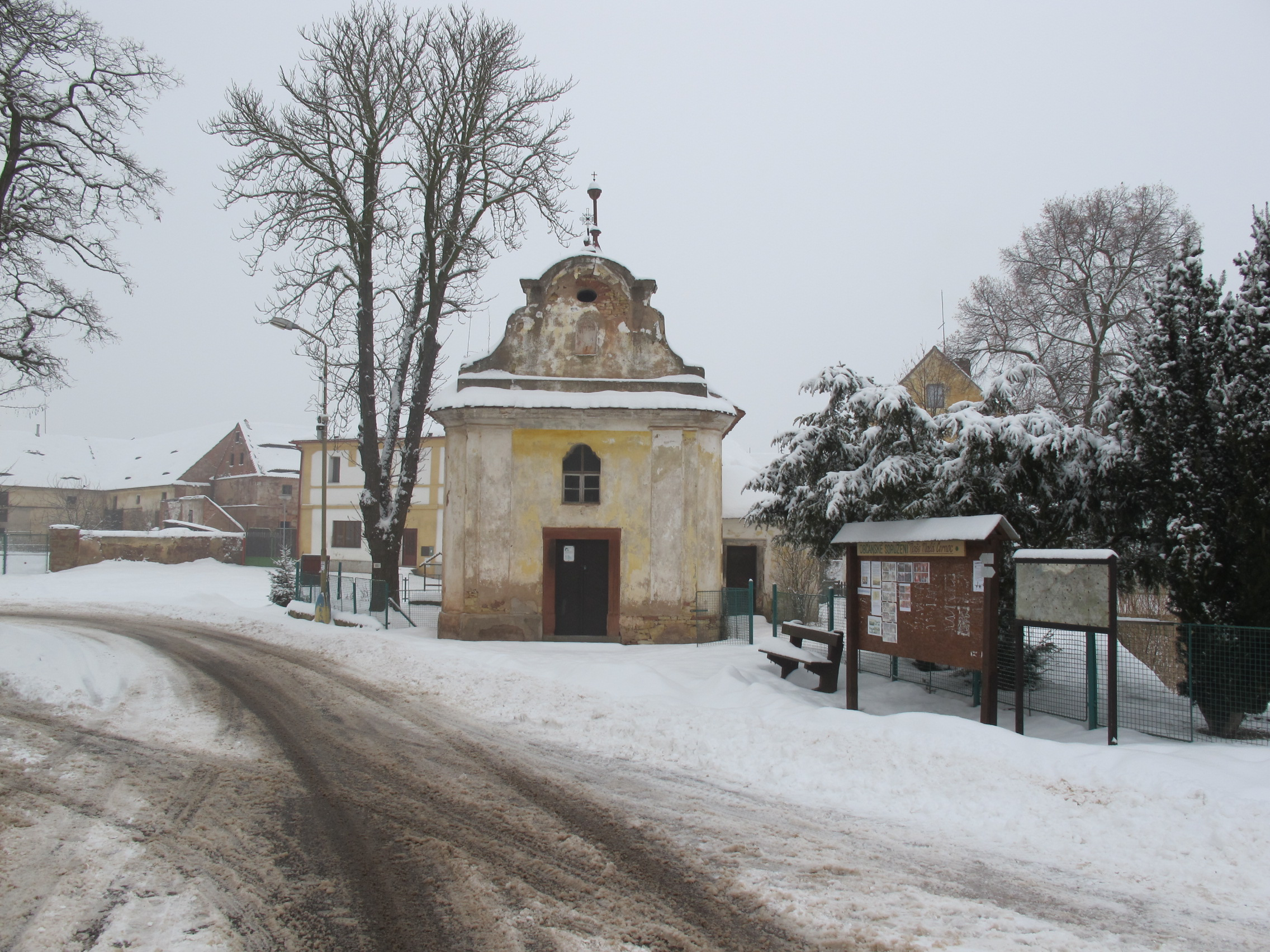
Kaplička sv. Antonína Paduánského
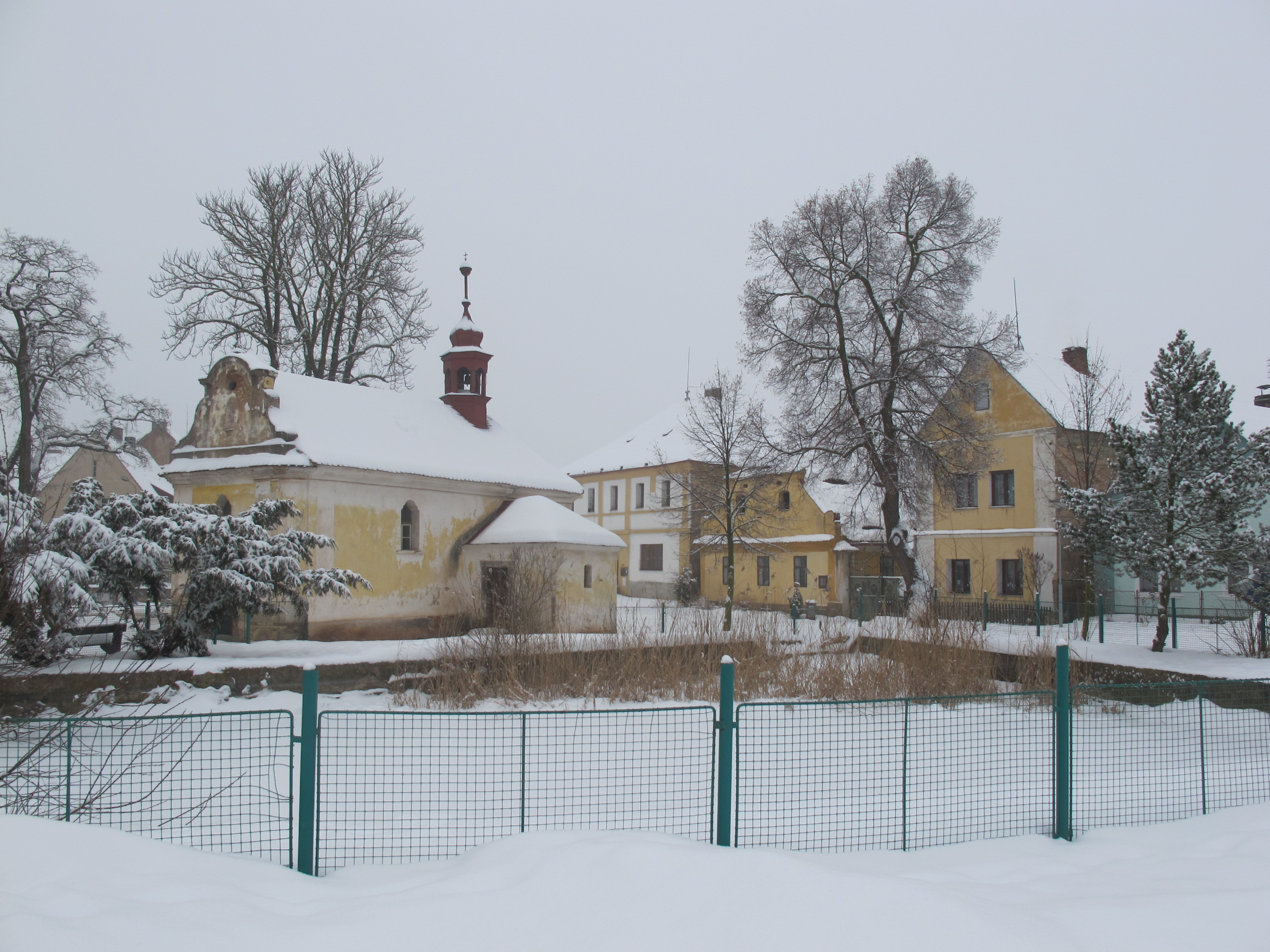
Náves